# 広野ゴルフ場前駅
広野ゴルフ場前駅（ひろのゴルフじょうまええき）は、兵庫県三木市志染町広野にある、神戸電鉄粟生線の駅である。駅番号はKB49。

## 歴史
- 1936年（昭和11年）12月28日：三木電気鉄道の鈴蘭台駅 - 当駅間が開業に伴い、当駅が開業[1][5][7]。三木電気鉄道開業当初の終着駅であった[1][5]。また、電化が間に合わなかったため翌年4月15日まで芸備鉄道からガソリンカーや蒸気機関車を借り入れてしのいでいた[1]。
- 1937年（昭和12年）12月28日：当駅 - 三木東口駅（現在の三木上の丸駅）まで延伸開業され、途中駅となる[5][7]。
- 1942年（昭和17年）12月22日：駅名を広野新開駅（ひろのしんかいえき）に改称される[1][6]。
- 1947年（昭和22年）1月9日：神戸有馬電気鉄道と合併され、神有三木電気鉄道に社名が変更[7]され、同社の駅となる[5]。
- 1949年（昭和24年）4月30日：神戸電気鉄道に社名が変更され[7]、同社の駅となる。
- 1951年（昭和26年）4月1日：駅名を広野ゴルフ場前駅に改称[1][6]。
- 1984年（昭和59年）10月5日：駅ホームが1面2線にされる。交換設備の使用を開始[1]。
- 1988年（昭和63年）4月1日：神戸電鉄に社名が変更[7]、同社の駅となる。
- 2000年（平成12年）4月1日：無人駅となる[6]。

## 駅構造

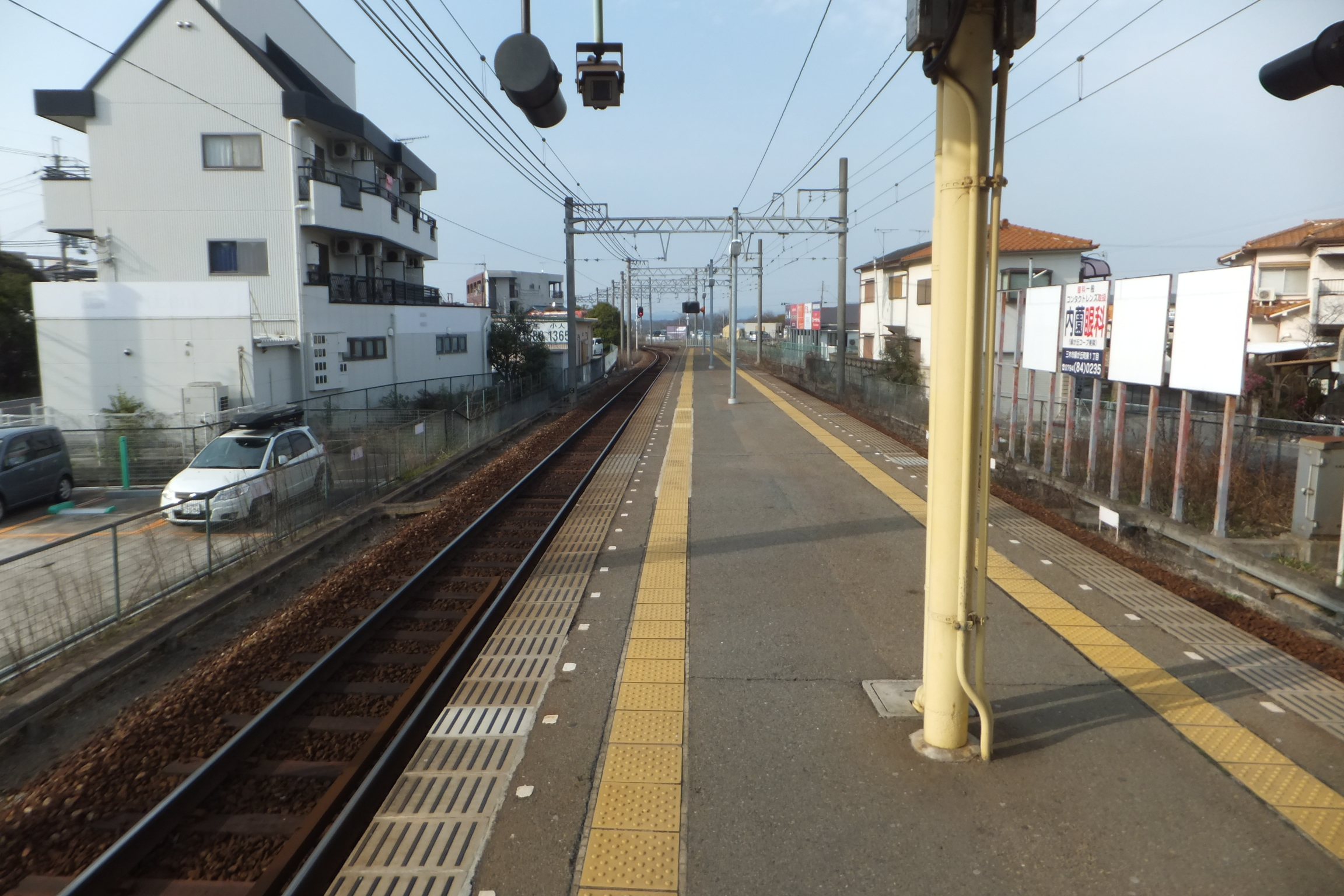
プラットホーム

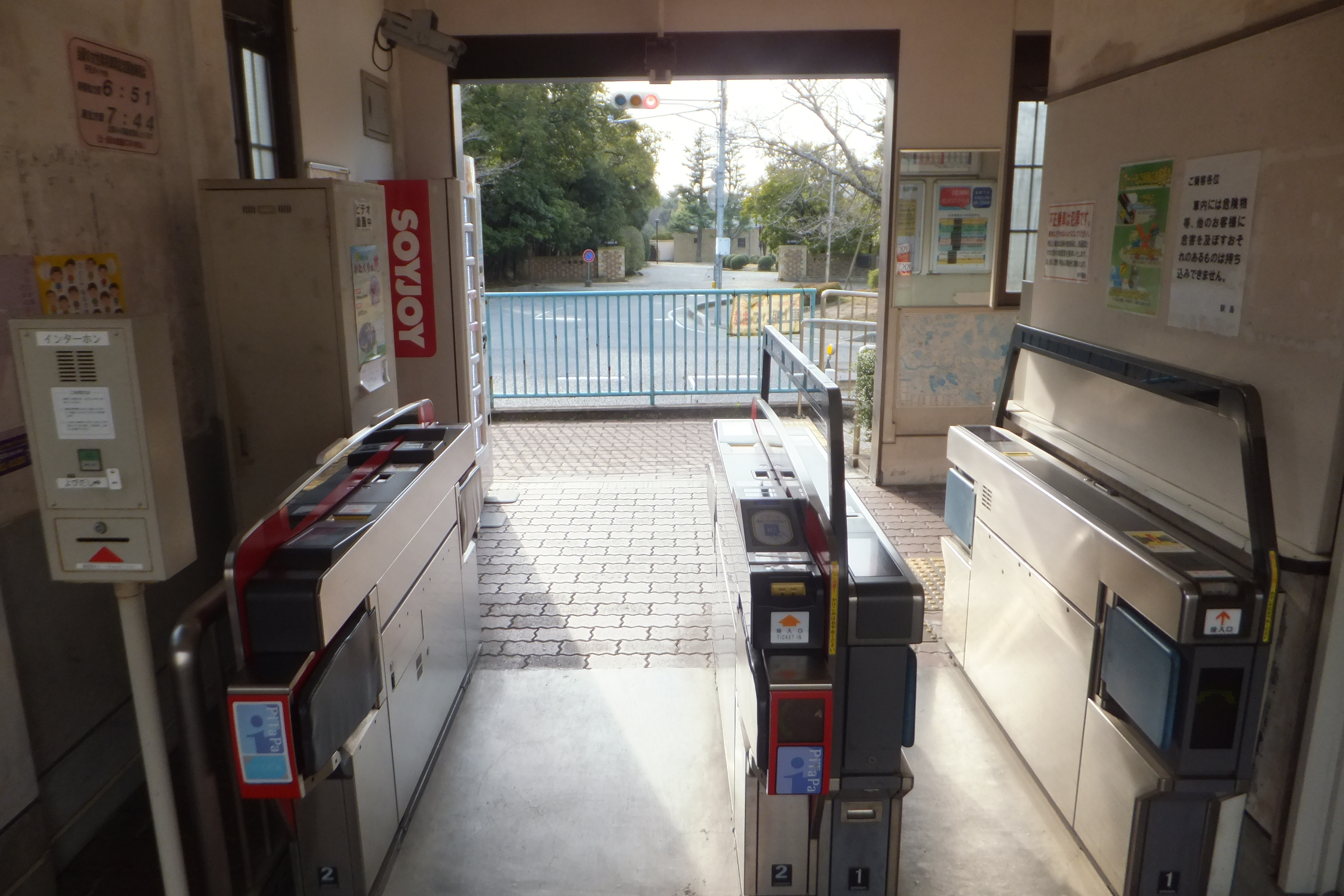
改札口

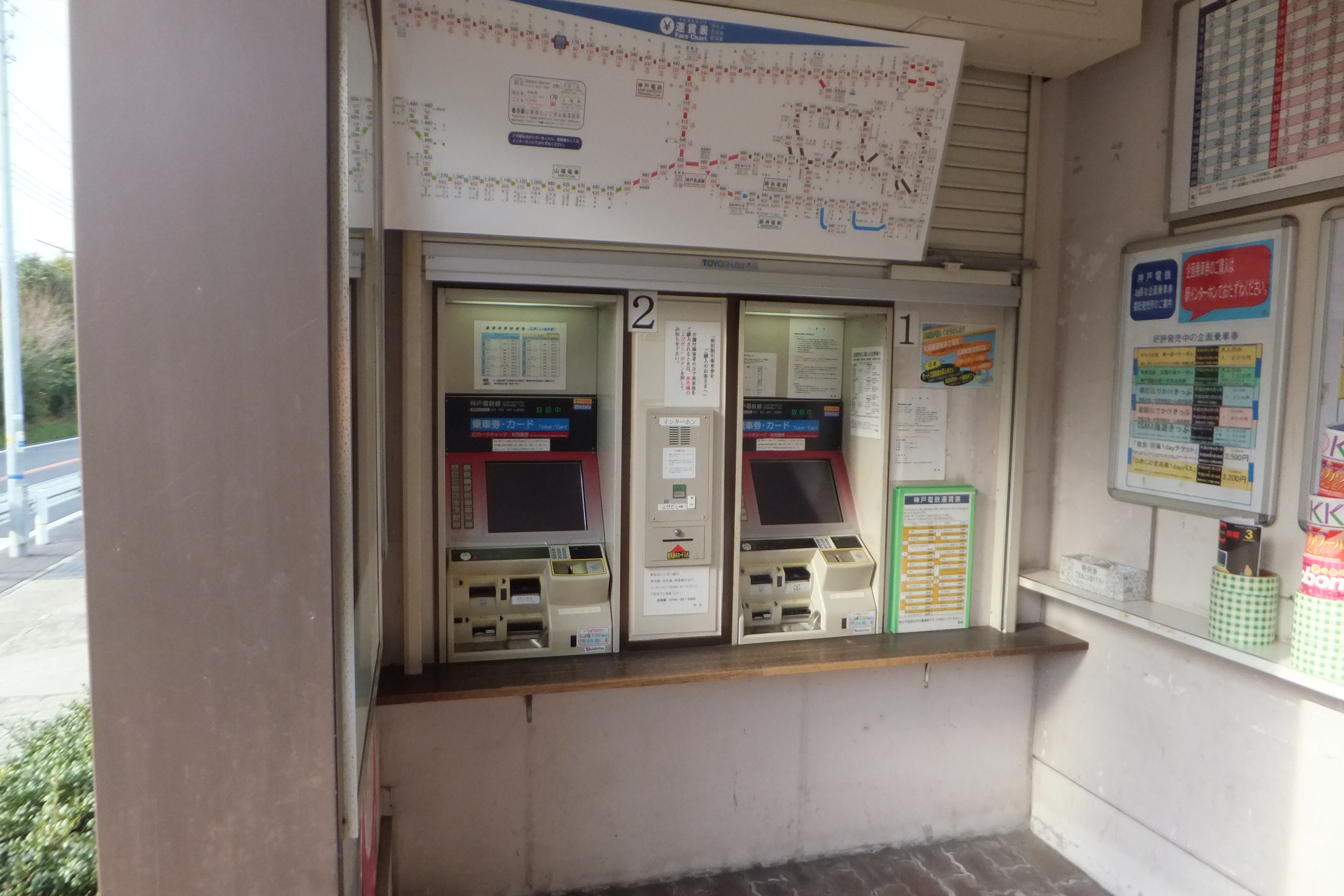
券売機

島式1面2線のホームを持つ行き違いが可能な地上駅。ホーム有効長は5両編成。駅舎は下り線西側にあり、ホームとは鈴蘭台寄りにある構内踏切で繋がっている。このほか、構内踏切の近くには、駅利用者以外の歩行者専用踏切が設置されている。
沿線の光ネットワークに接続された駅務遠隔システムが導入されており、センター駅より自動券売機、自動改札機、自動精算機、TVカメラ、インターホン、シャッターが遠隔操作されている。そのため駅員巡回式の駅となっており、構内売店なども設けられていない。駅前に、駅前時間貸駐車場と三木市が設置する無料駐輪場がある。
当駅から志染駅までは神戸電鉄粟生線内では珍しく直線区間が続いており、その区間内では神戸電鉄粟生線の最高速度である70kmを出して走行している。

### のりば
| ホーム | 路線   | 方向 | 行先       |
| ------ | ------ | ---- | ---------- |
| 1      | 粟生線 | 下り | 粟生方面   |
| 2      | 粟生線 | 上り | 新開地方面 |

## 利用状況
1日あたりの乗車人員 364人（2021年）近年の1日平均乗車人員は下表のとおりである。
兵庫県立三木総合高等学校の生徒も多く利用している
| 年次               | 1日平均 乗車人員 |
| ------------------ | ---------------- |
| 2002年（平成14年） | 877              |
| 2003年（平成15年） | 800              |
| 2004年（平成16年） | 768              |
| 2005年（平成17年） | 729              |
| 2006年（平成18年） | 663              |
| 2007年（平成19年） | 619              |
| 2008年（平成20年） | 598              |
| 2009年（平成21年） | 592              |
| 2010年（平成22年） | 578              |
| 2011年（平成23年） | 553              |
| 2012年（平成24年） | 549              |
| 2013年（平成25年） | 540              |
| 2014年（平成26年） | 518              |
| 2015年（平成27年） | 493              |
| 2016年（平成28年） | 475              |
| 2017年（平成29年） | 468              |
| 2018年（平成30年） | 474              |
| 2019年（令和元年） | 474              |
| 2020年（令和02年） | 396              |
| 2021年（令和03年） | 364              |

## 駅周辺
東側には住宅地が連なっており、商業施設はほとんどない。西側には広野ゴルフ倶楽部がある。
- 広野ゴルフ倶楽部[1][8][10]
- 三木市立緑が丘小学校
- 三木特別支援学校
- ときわ病院
- 兵庫県立三木北高等学校

駅前を発着する路線バスは1本もない。

## 隣の駅
神戸電鉄
■粟生線
■準急・■普通
緑が丘駅 (KB48) - 広野ゴルフ場前駅 (KB49) - 志染駅 (KB50)